# Mestre Camisa
José Tadeu Carneiro Cardoso, também conhecido como Mestre Camisa (Jacobina, 1955), é um mestre de capoeira fundador do Grupo ABADÁ-Capoeira.

## Biografia
Na capoeira ele é conhecido como Mestre Camisa, mas seu nome de batismo é José Tadeu Carneiro Cardoso. Atualmente tem 69 anos e é atuante na capoeira nacional e internacional. Nasceu na Chapada Diamantina, no distrito de Jacobina, no sertão da Bahia e, desde 1972, mora no Rio de Janeiro.
Passou a ensinar capoeira pelo grupo Senzala. Por volta de 1988 separou-se deste grupo e fundou a Associação Brasileira de Apoio e Desenvolvimento da Arte-Capoeira (Abadá-Capoeira).
Mestre Camisa iniciou na capoeira nos anos 60 com Camisa Roxa, mudou-se para Salvador, treinou com Mestre Valdemar e Traíra na Lapinha e formou-se com Mestre Bimba. Após demonstrações pelo Brasil com Camisa Roxa, mudou-se para o Rio em 1972, aos 16 anos, onde lecionou, pesquisou e desenvolveu sua modalidade "própria de Capoeira, tendo como referência Mestre Bimba, que mistura um pouco de cada modalidade (regional, angola) e insere outros elementos próprios."
Fundou a Abadá-Capoeira, presente em todos os estados brasileiros e mais de 75 países, com cerca de 70 mil seguidores de sua filosofia. Constantemente pesquisando e aprimorando seu estilo, Mestre Camisa realiza eventos e define uma nova linguagem da capoeira que respeita a tradição e acompanha sua evolução em arte marcial, jogo, cultura, música e espontaneidade.

## Doutor Honoris Causa
Em 28 de maio de 2010, o Conselho Universitário da Universidade de Uberlândia outorgou o título de Doutor Honoris Causa a Mestre Camisa em reconhecimento à sua eminente contribuição para o desenvolvimento da cultura afro-brasileira e por seu valioso conhecimento sobre a capoeira, Patrimônio Imaterial Brasileiro. A indicação destacou sua distinta atuação cultural, social e educacional tanto no Brasil quanto no exterior.

## Medalha Thomé de Souza
Em 2018, Mestre Camisa foi horando com a Medalha Thomé de Souza, em Salvador, concedida a pessoas que prestaram relevantes serviços ao município. A proposta foi feita pelo vereador Toinho Carolino (Podemos), o qual salientou: “Sua história e o valoroso trabalho empreendido na sua carreira tem trazido benefícios aos soteropolitanos. Mestre Camisa tem a afiliação de mais de 50 mil capoeiristas, localizados em todo Brasil e em 46 países de todos os continentes. Isso comprova a sua capacidade de liderança em iniciativas sociais”. 

## Título de Cidadão Honorário Piauiense
Através do grupo Abadá-Capoeira, Mestre Camisa contribuiu diretamente para a formação de diversas gerações de capoeiristas piauienses. E, no ano de 2023, o trabalho de Mestre Camisa foi com o oficialmente reconhecido, recebendo o título de Cidadão Honorário Piauiense. O título foi entregue em evento solene no Plenário Waldemar Macedo. O autor da honraria foi  o vice-governador, Themístocles Filho (MDB), enquanto atuava como deputado estadual e foi entregue pelo deputado estadual Felipe Sampaio(MDB).

## Grupo Olodumaré
Conforme entrevista cedida a Revista Entrerios, denota-se que Mestre Camisa saiu de Salvador com um grupo  folclórico de culturas populares. O espetáculo folclórico "Furacões da Bahia" do grupo Oludumaré, que posteriormente se tornou Brasil Tropical. Este espetáculo, composto por cerca de 40 integrantes, abrangia diversas manifestações culturais baianas, tendo a capoeira como elemento central, mas incluindo também samba de roda, puxada de rede, maculelê, candomblé, trio elétrico, danças e sambas de caboclo e duro, maracatu, caboclinho e a representação do navio negreiro.
O grupo percorreu as regiões Nordeste, Sul e Sudeste do Brasil, realizando temporadas em diversas cidades, incluindo uma significativa passagem pelo Canecão e outros teatros no Rio de Janeiro. Posteriormente, um empresário alemão contratou o espetáculo para a Europa, promovendo alterações para adequação ao público internacional e renomeando-o para Brasil Tropical, com a inclusão de novos números.
Devido à sua menoridade na época e à decisão de seu irmão, diretor do grupo, o entrevistado principal deveria retornar ao Brasil. Contudo, ele optou por permanecer no Rio de Janeiro, influenciado pela perspectiva de um projeto de Mestre Bimba em Goiás, pelo falecimento de sua mãe (tendo perdido o pai anteriormente) e pela identificação com a cultura, o povo e o ambiente do Rio, que considerou um local ideal após suas experiências de viagem pelo país. Diante disso, o entrevistado decidiu ficar no Rio de Janeiro, desfazendo-se de sua passagem de volta.

## Chegada ao Rio de Janeiro
Mestre Camisa relata que, ao chegar ao Rio de Janeiro com o espetáculo Brasil Tropical (anteriormente Oludumaré), teve contato com a cena da capoeira local através de figuras como Rafael e Paulo Flores, além de outros alunos que viajavam para treinar com Mestre Bimba na Bahia, levados por Camisa Roxa. Ele passou a frequentar as rodas de Artur Emídio e Zé Pedro aos sábados e domingos, imergindo na capoeira carioca. O espetáculo em que atuava era bastante popular, com divulgação na mídia, o que atraía muitos capoeiristas e interessados, que eram convidados para as rodas. Segundo Camisa, o espetáculo era muito bonito. Assim, ele foi conhecendo os capoeiristas e começou a frequentar as principais rodas do Rio, como as de Artur, Zé Pedro, da Central, de Caxias, da Feira de São Cristóvão e da Quinta da Boa Vista, além de academias como as de Celso e Artur. Seu interesse não se limitava à capoeira; ele também buscava conhecer o samba e a cultura local, frequentando sambas, terreiros de candomblé e umbanda, escolas de samba e pagodes.
Ao permanecer no Rio após a temporada do espetáculo, Mestre Camisa enfrentou dificuldades financeiras, chegando a dormir na praia, na rua, em rodoviárias e ônibus, até conseguir um favor para dormir em um quarto alugado. Nesse período, descobriu uma academia de judô em Laranjeiras, onde um tocador de berimbau chamado Maranhão obteve permissão para dar aulas de capoeira. Mestre Camisa perguntou se podia dormir na academia e obteve permissão. Ele então começou a dar aulas na Rua Cardoso Júnior, nº 16, Laranjeiras, na academia de judô, conciliando o ensino com a moradia no local.
Maranhão, que também era cantor e tinha um conjunto musical, possuía boa relação com Camisa Roxa, tendo inclusive viajado e se apresentado com ele. Essa conexão facilitou a entrada de Mestre Camisa para dar aulas na academia. Seu primeiro aluno foi um gaúcho que havia assistido a um show no Rio Grande do Sul. Ele começou a dar aulas ali por cerca de um ano, oferecendo turmas aos sábados, domingos e feriados, a princípio por sentir mais tristeza e solidão nesses dias. Posteriormente, passou a dar aulas durante toda a semana e realizava uma roda na academia aos sábados, além de frequentar as rodas do grupo Senzala e outras rodas pelo Rio aos domingos. Em seguida, começou a dar aulas na academia SAGA, no Largo do Machado, expandindo seus horários e, por volta de 1973, integrou-se ao grupo Senzala, onde permaneceu até 1986. Ele também participava de espetáculos, ministrando aulas de maculelê e utilizando sua experiência pregressa em grupos folclóricos para montar shows e realizar exibições.

## Circo Voador no Arpoador
Em 1982, Mestre Camisa inaugurou o Circo Voador no Arpoador, onde montou o espetáculo "Cantos e Danças da Terra". Este show reunia diversas manifestações culturais como maculelê, capoeira, samba de roda, puxada de rede, jogo de pau, facão, chicote e navalha, apresentado por um grupo de seus alunos, incluindo os atores Chico Dias, Cláudio Baltar, Parafina, Bem-Te-Vi e Raul Gazolla. O espetáculo obteve grande sucesso, com três apresentações por noite, mas reclamações da vizinhança levaram à mudança do Circo Voador para a Lapa, por volta de 1984, em parceria com Perfeito Fortuna.
Na Lapa, Mestre Camisa continuou a realizar seus eventos, como batizados, encontros, shows e espetáculos no Circo Voador por muitos anos. O primeiro grande evento foi em 1984, o "Pé Quente, Cabeça Fria" - Primeiro Encontro Nacional da Arte Capoeira, idealizado para tratar a capoeira como arte. Ele convidou as principais lideranças da capoeira do Brasil, especialmente da Bahia, reunindo grande parte da velha-guarda. Segundo ele, este encontro, que ele organizou aos 33 anos, foi marcante e um divisor de águas para a capoeira, proporcionando discussões, apresentações, debates e rodas que duravam até a madrugada, ampliando a visão de todos sobre a capoeira regional e angola. Após este evento, Mestre Camisa realizou outros, como o Internacional e o Capoeira e Samba.

## ABADÁ (Associação Brasileira de Apoio e Desenvolvimento da Arte-Capoeira)[3]
O ABADÁ-Capoeira, sigla para Associação Brasileira de Apoio e Desenvolvimento da Arte-Capoeira, foi fundada por Mestre Camisa em 1988. A sigla foi criada sobre um termo em yoruba, o qual significa: "roupa" ou "para sempre". A Abadá-Capoeira é uma organização sem fins lucrativos que visa difundir a cultura brasileira através da capoeira, utilizando-a como ferramenta de integração social e recuperação da cidadania. Ela busca sistematizar informações sobre núcleos de capoeira, centralizar pesquisas, facilitar o acesso a dados e oferecer aperfeiçoamento técnico a professores. Atualmente, é uma das maiores divulgadoras da cultura brasileira, com representações em todos os estados do Brasil e é a maior associação do mundo de Capoeira. Ela está em mais de setenta cinco países, reunindo cerca de 70 mil associados. Sua filosofia abrange o desenvolvimento técnico e teórico dos capoeiristas, utilizando a capoeira como recurso pedagógico, artístico e cultural, buscando a profissionalização dos capoeiristas e valorizando o papel do Mestre. A Abadá-Capoeira também se dedica à formação de valores humanos e étnicos baseados no respeito, socialização e liberdade, fortalecendo o caráter, a dignidade e a valorização pessoal dos praticantes, entendendo a capoeira como uma arte ancestral e futura que merece respeito e preservação..

### Graduações da Abadá-Capoeira[26][27]
O grupo de Mestre Camisa possui 17 cordas, sendo a última corda a de cor branca, que é aquela destinada ao Mestre do grupo. Em relação à corda branca, como aponta Graduado Topete (Denis de Souza), “na ABADÁ, só pode existir uma corda branca, quando o Mestre Camisa não estiver mais entre nós, será eleito outro grande Mestre, só pode existir um”
No grupo de Mestre Camisa, as cores das cordas representam estágios de aprendizado e valores:
- Crua: Neutralidade, iniciante.
- Amarela (ouro): Valorização do aprendizado.
- Laranja (sol): Despertar da consciência.
- Azul (mar): Consciência da jornada.
- Verde (floresta): Consolidação do aprendizado.
- Roxa (ametista): Reflexão e continuidade.
- Marrom (camaleão): Estilo ABADÁ.
- Vermelha (rubi): Justiça.
- Branca (diamante): Reflete todas as cores, representando a totalidade.[30].

## Capoeira e religiosidade
A compressão de mestre Camisa sobre a conjugação entre a capoeira e a religiosidade é a de que deve existir uma separação das questões religiosas e a capoeira. Camisa pontua que, em sua própria vivência e filosofia, trilhou o caminho do catolicismo, entretanto, salienta que não segue uma religião específica, embora professe ter fé em uma instância divina.
Assim sendo, Mestre Camisa explica que, embora possa incorporar em suas manifestações artísticas canções que aludem a entidades religiosas, sejam elas do panteão dos orixás ou dos santos católicos, sua intenção primordial é manter a capoeira desvinculada de dogmas religiosos institucionalizados. Ainda, o mestre pontua que a ancestralidade da capoeira e a essência de seu jogo, assim como o toque singular do berimbau, não demandam uma filiação religiosa para sua plena expressão.
Ainda, Mestre Camisa compreende que a espiritualidade transcende as fronteiras das religiosas, permeando todas as dimensões da existência, mas também, por outro lado, também enfatiza que essa espiritualidade inerente não deve implicar em nenhuma conexão necessária entre capoeira e religião. Mas Camisa mantem uma postura de respeito para com aqueles que estabelecem essa conexão, salientando que a diversidade religiosa esteve sempre presente em sua academia. Dessa forma, Mestre Camisa conclui que, em sua perspectiva, capoeira e religião constituem domínios distintos, sendo a crença religiosa uma escolha individual e particular de cada capoeirista.